# John William Colenso

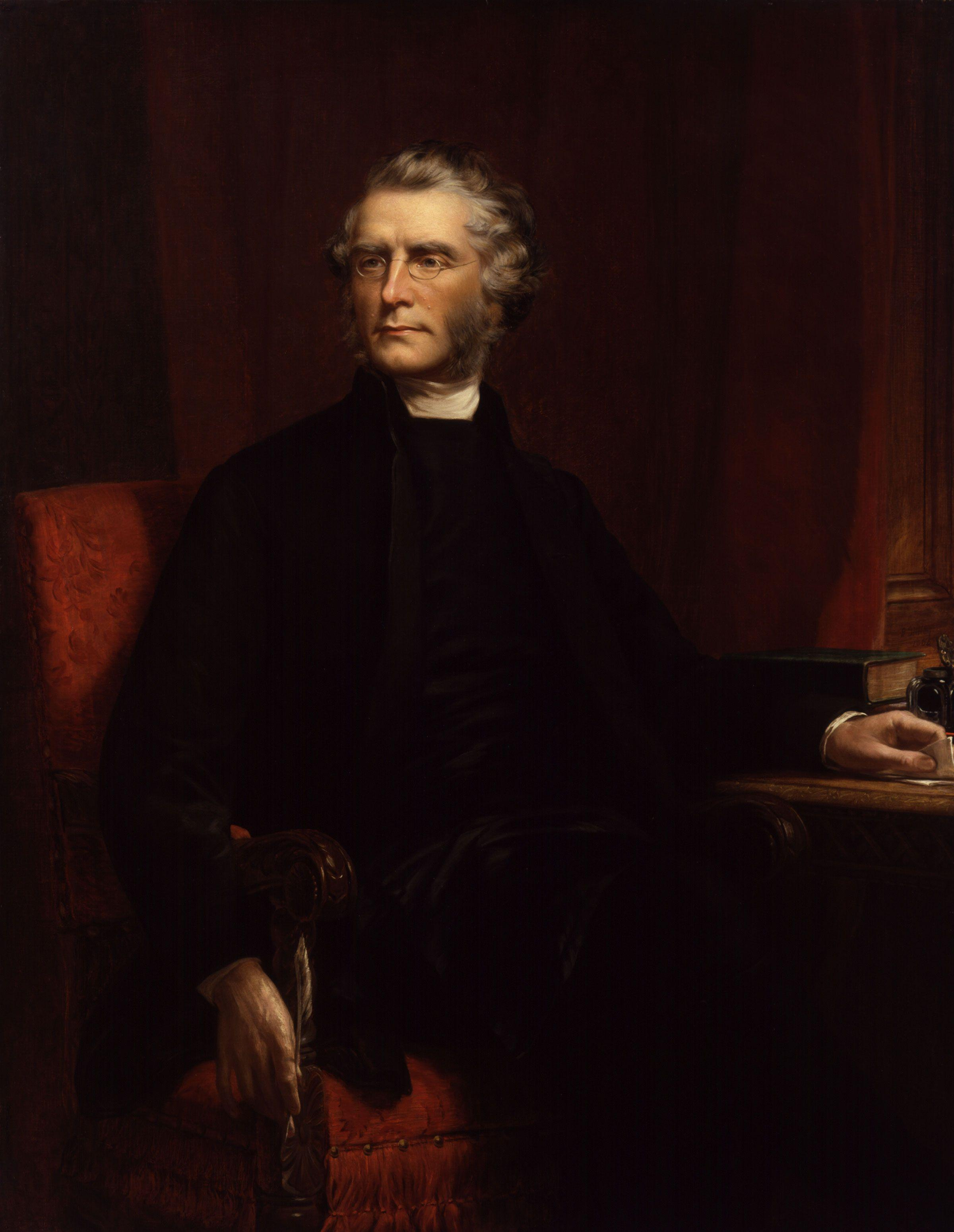
Porträt Colensos von Samuel Sidley

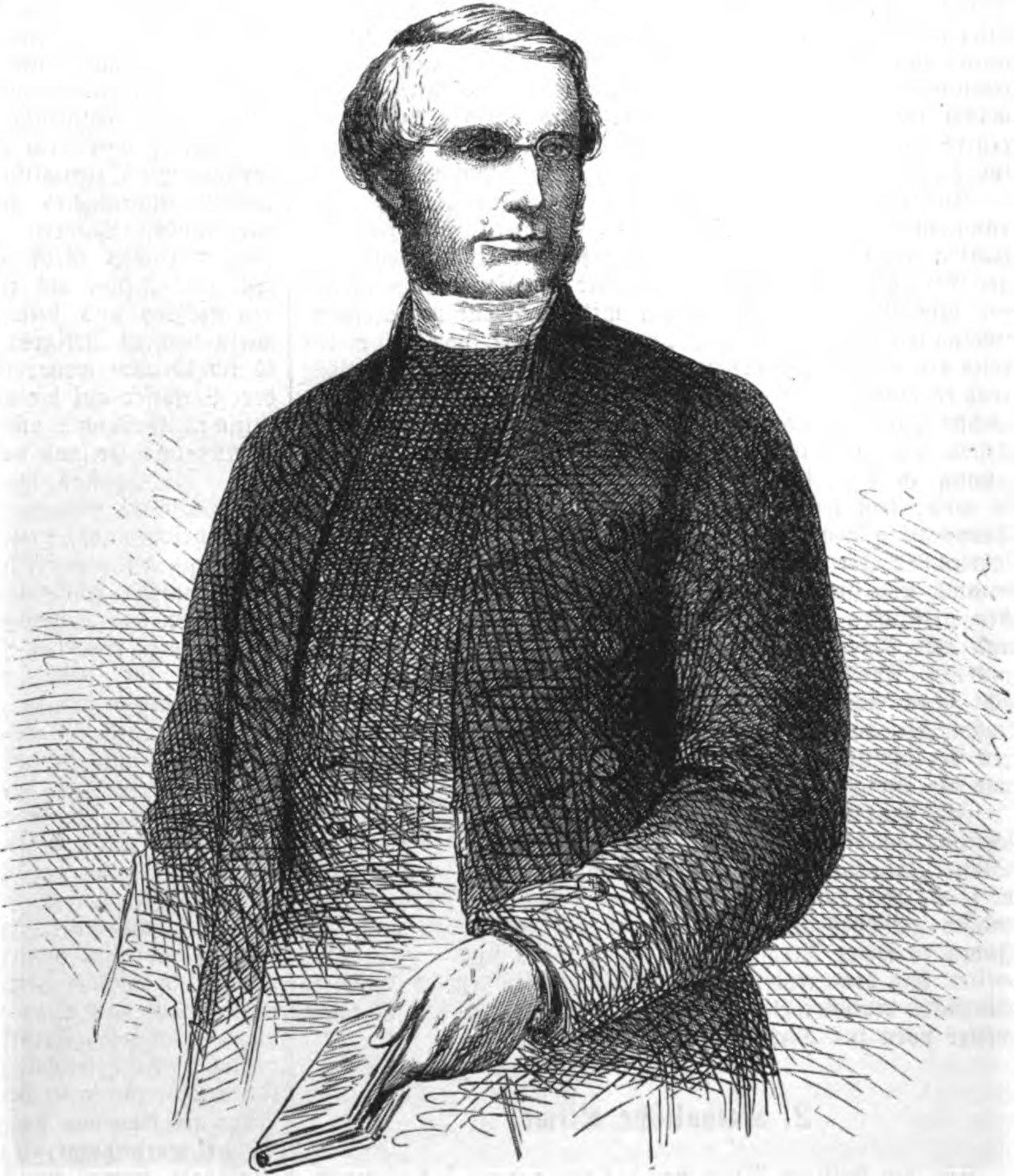
John William Colenso, 1865

John William Colenso (* 24. Januar 1814 in St Austell, Cornwall; † 20. Juni 1883 in Bishopstowe, Natal), mit Beinamen Sobantu, war der erste anglikanische Bischof von Natal, Mathematiker, Theologe und Sozialaktivist.

## Leben
Colensos Vater John William Colenso hatte Anteile an Bergwerken, ging aber bankrott. Colenso wuchs mit drei Geschwistern auf. Schon als Jugendlicher war es sein Ziel, Mathematik zu studieren und Priester zu werden. Nach seinem Mathematikstudium am St John’s College in Cambridge schrieb er mehrere Lehrbücher, die später zum Teil weit verbreitet waren. 1839 wurde er ordiniert. Er arbeitete kurze Zeit als Mathematiklehrer an der Harrow School sowie erneut am St John’s College. 1846 heiratete er Sarah Frances Bunyon, die aus einem liberalen Elternhaus stammte und Colenso mit dem Theologen Frederick Denison Maurice (auch F. D. Maurice) bekannt machte. Wegen seiner Heirat  musste er sein Fellowship in Cambridge aufgeben und wurde im selben Jahr Landpfarrer in Forncett St Mary in Norfolk.
1853 wurde Colenso zum Bischof der neu gegründeten Diözese Natal ernannt. Zu Beginn seiner Tätigkeit ließ er in Pietermaritzburg eine Kathedrale errichten, er residierte jedoch im nahen Bishopstowe, heute ein Stadtteil Pietermaritzburgs. Colenso missionierte unter den Zulu. Er erstellte die erste Schriftsprache für deren Sprache isiZulu. In nur wenigen Jahren schrieb er ein Wörterbuch und eine Grammatik der Sprache und übersetzte das Neue Testament ins isiZulu. Er setzte sich für die Zulu ein, insbesondere gegen deren Unterdrückung und gegen Korruption.
Aufgrund eines 1861 erschienenen Kommentars zum Römerbrief, in dem Colenso unter dem Eindruck seiner Tätigkeit bei den Zulu die damals vorherrschende theologische Doktrin von Jesu Sühne für die Sünder (“atonement for penal substitution”) ablehnte, wurde er heftig angefeindet. Nach seiner Meinung liebt Gott Menschen aller „Rassen“ und hat das Ziel, die Sünde zu besiegen, nicht die Sündigen zu bestrafen.

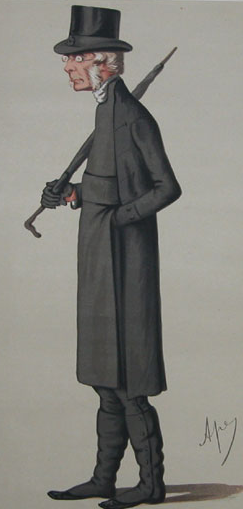
Karikatur Colensos von Carlo Pellegrini aus Vanity Fair in Reaktion auf seine Ausführungen zum Pentateuch

1861 verfasste Colenso auch die Schrift First Lessons in Science, in der er die Evolutionslehre Charles Darwins sowie Charles Lyells Ansichten zur Entstehung der Erde in langandauernden chemischen, physikalischen und biologischen Prozessen beschrieb.
Colenso verwarf ebenso das Dogma, dass ungetaufte Vorfahren von Christen unweigerlich zur Hölle verdammt seien. Auch kritisierte er Passagen des Alten Testamentes, die einer wissenschaftlichen Betrachtung nicht standhielten, wie die Berichte um die Schöpfung und die Sintflut. Aus diesem Anlass schrieb er 1862 bis 1879 eine Serie von theologischen Abhandlungen zum Pentateuch und dem Buch Josua.
Sein Bischofskollege Robert Gray aus Kapstadt exkommunizierte ihn 1863 wegen Ketzerei. Colenso reiste daraufhin für zwei Jahre nach Großbritannien, um vor dem kircheninternen Privy Council dagegen zu prozessieren. In dieser Zeit gewann er wegen seiner aufklärerischen, liberal-humanistischen Haltung zahlreiche Anhänger. Seine Bücher wurden kontrovers diskutiert.
1865 gewann er den Prozess und kehrte nach Natal zurück. Mittlerweile residierte dort mit William Kenneth Macrorie in Pietermaritzburg ein anderer Bischof. 1867 wurde erstmals in der Geschichte der Anglikanischen Kirche eine Vollversammlung der Bischöfe – ohne Colenso – im britischen Lambeth einberufen, um über ihn zu beraten. Er wurde abermals abgesetzt, klagte aber erneut und gewann, so dass er neben Macrorie weiterhin Bischof blieb. Colenso setzte trotz geringeren Rückhalts seiner Kirche seinen Einsatz für die Zulu fort.
Wegen seiner Bemühungen um die Zulu auch während des Zulukrieges 1879 wurde er „Sobantu“ genannt („Vater des Volkes“). Von anderen wurde er als „der letzte ehrliche weiße Mann“ geehrt. Unter den Weißen schaffte er sich damit aber erneut viele Feinde.
Als Sterbeorte werden neben Bishopstowe auch Durban und Pietermaritzburg angegeben.
Colenso hatte mit seiner Frau Sarah Frances fünf Kinder. Seine Töchter Harriette und Frances setzten sich auch nach seinem Tod öffentlich für die Zulu ein. Frances Colenso verfasste die Bücher History of the Zulu War and its Origin (1880) und The Ruin of Zululand (1885).

## Sonstiges
Colensos Vetter William Colenso (1811–1899) war ebenfalls ein führender Missionar. Er lebte in Neuseeland bei den Māori.

## Ehrungen und Rezeption
- Die Stadt Colenso am Tugela wurde 1855 während seiner Amtszeit als 1855 nach ihm benannt.
- Gelegentlich wird Colenso als Vorläufer der Befreiungstheologie bezeichnet.[8]

## Werke
- 1855: Elementary grammar of the Zulu-Kafir language: prepared for the use of missionaries and other students.
- 1855: Ten Weeks in Natal. (englisch, archive.org).
- 1861: Zulu-English dictionary.
- 1861: St. Paul’s Epistle to the Romans … Explained from a Missionary Point of View.
- 1861: First Lessons in Science.
- 1862–1879: Pentateuch and book of Joshua critically examined …
- 1868: Arithmetic: designed for the use of schools: to which is added a chapter on decimal coinage. (Neuauflage)
- 1868: The elements of algebra: designed for the use of schools. (Neuauflage)
- 1873: Lectures on the Pentateuch and the Moabite stone …
- 2003 [sic!]: mit Jonathan A. Draper (Einleitung): Commentary on Romans. 2003